# Mestre Internacional d'escacs

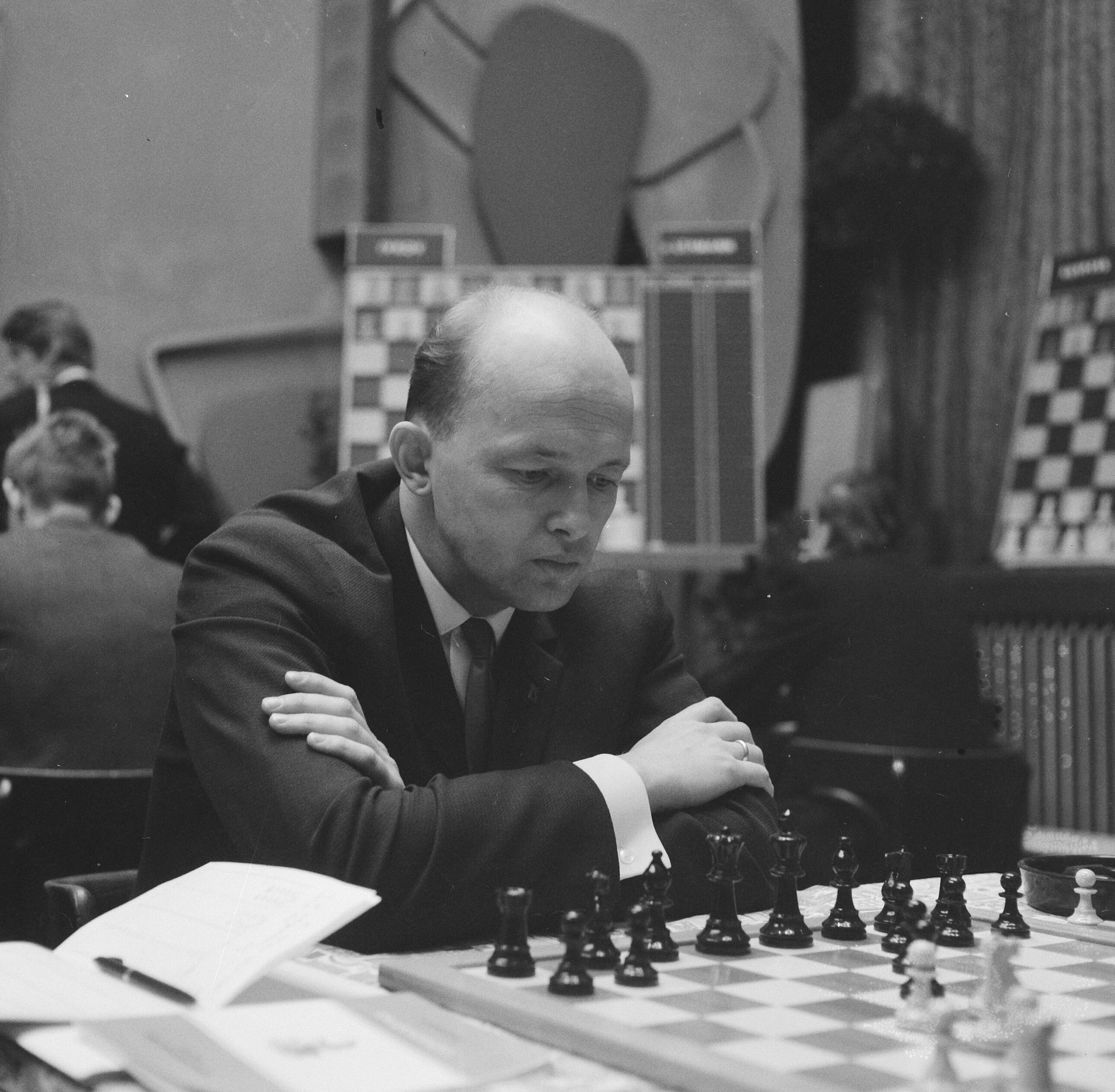
El Mestre Internacional d'escacs Iivo Nei, el 1966.

Mestre Internacional és el segon títol en importància a nivell mundial dintre del món dels escacs, per sota del de Gran Mestre Internacional i per sobre del de Mestre de la FIDE.
A la llista d'Elo de la FIDE de juliol del 2007 hi havia més de 2.700 MI.

## Formes d'obtenció del títol
Habitualment calen tres normes en torneigs en els quals hi participin d'altres MIs o GMs per tal que la FIDE concedeixi el títol a un jugador. Per aconseguir una norma cal obtenir un resultat o performance superior a 2451 contra rivals de com a mínim 5 nacionalitats diferents, i dels quals almenys la meitat han de tenir algun títol internacional. A més a més, el jugador ha de superar en algun moment de la seva carrera els 2.400 punts Elo.
També hi ha diverses maneres d'adjudicar el títol de Mestre Internacional directament sense passar pel procés habitual, sempre que el jugador tingui una qualificació Elo d'almenys 2200. A partir del juliol de 2017, aquestes són les següents:
- Classificació per a la Copa del Món de la FIDE
- Acabar segon al Campionat del Món Femení
- Acabar segon o tercer al Campionat del Món Juvenil (Sub-20)
- Acabar segon o tercer al Campionat del món sènior, tant a les divisions de més grans de 50 com a les de més grans de 65 anys
- Guanyar (directament o de forma conjunta) el Campionat del món juvenil (Sub-18)
- Guanyar el Campionat del món d'escacs Sub-16 de manera directa
- Acabar segon o tercer en un campionat continental
- Guanyar (directament o de forma conjunta) un campionat continental de més de 50 anys, un campionat de més de 65 anys o un campionat de menys de 20 anys
- Guanyar un campionat continental sub-18 de manera directa
- Guanyar un campionat subcontinental
- Guanyar un campionat de la Commonwealth, francòfon o iberoamericà
- Guanyar un Campionat del món per a persones amb discapacitat

Després de convertir-se en MI, la majoria dels jugadors professionals es fixen com al seu proper objectiu convertir-se en Gran Mestre. També és possible convertir-se en Gran Mestre sense haver estat mai Mestre Internacional. Larry Christiansen dels Estats Units (1977), Wang Hao de la Xina, Anish Giri dels Països Baixos, Olga Girya de Rússia (2021) i els excampions del món Mikhail Tal de la Unió Soviètica i Vladimir Kramnik de Rússia van esdevenir tots ells Grans Mestres sense haver estat mai MI. Bobby Fischer dels Estats Units va aconseguir ambdós títols únicament en virtut de classificar-se per a l'Interzonal de 1958 (títol d'MI) i el Torneig de Candidats de 1959 (títol de GM), només incidentalment es va convertir en MI abans de GM. El camí més habitual és primer convertir-se en MI i després passar al nivell de GM.
Amb 10 anys, 9 mesos i 20 dies, Abhimanyu Mishra ha estat la persona més jove en obtenir el títol de MI, el 2019.